# سكوت ميتشيل
سكوت ميتشيل (بالإنجليزية: Scott Mitchell)‏ (2 سبتمبر 1985 بإيلي في المملكة المتحدة - ) هو لاعب كرة قدم بريطاني في مركز الدفاع. لعب مع إيبسويتش تاون وروشدين ودايموندز وستيفيناغ بوروه ونادي بيتربورو يونايتد ونادي كينغز لين ولوستوفت تاون ‏ ونادي ليفينغستون لكرة القدم.

## وصلات خارجية
- سكوت ميتشيل على موقع قاعدة بيانات كرة القدم.إي يو (الإنجليزية)
- سكوت ميتشيل على موقع Soccerbase.com (لاعب) (الإنجليزية)